# Kwesi Amoako-Atta
Ne doit pas être confondu avec Kwasi Amoako Atta.
Kwesi Amoako-Atta est le 18 décembre 1920 et mort en 1983, était un banquier et homme politique ghanéen. Durant la Première République du gouvernement Nkrumah (en), il est ministre des Finances (Ministre des Finances et de la Planification économique (en)) de 1964 à 1966. Il a également été député de la circonscription d'Akim Abuakwa Ouest de 1964 à 1965 et de la circonscription de Kade (Ghana) (en) de 1965 à 1966. Avant de se lancer en politique, Amoako-Atta était banquier. Il a travaillé à la Banque de l'Afrique occidentale britannique (en) et à la Bank of the Gold Coast (aujourd'hui Ghana Commercial Bank(Banque GCB (en)) ) avant sa nomination au poste de vice-gouverneur de la Bank of Ghana. Il a été vice-gouverneur de la Banque du Ghana de 1960 à 1964, date à laquelle il a démissionné pour se lancer en politique.

## Jeunesse et éducation
Amoako-Atta est né le 18 décembre 1920 à Kibi dans la région orientale du Ghana (alors Gold Coast ). Il a étudié à l'école locale du gouvernement de Kibi de 1926 à 1936 où il a obtenu son certificat de niveau sept,.

## Carrière
À l'âge de 16 ans, il a été employé par la Banque de l'Afrique occidentale britannique (en) comme commis. Tout en travaillant à la banque, il étudie le secteur bancaire et obtient son diplôme en banque en 1945. Il a commencé des études pour un diplôme externe à l'Université de Londres mais n'a pas pu terminer son cursus. Lorsqu'il était à la banque, il réussit à organiser ses collègues en un syndicat et, de 1945 à 1949, il fut secrétaire du syndicat des employés de banque et secrétaire général lorsqu'il y eut une scission au sein du syndicat,,. En 1949, il est promu au rang de manager, ce qui fait de lui l'un des trois premiers Africains à réaliser cet exploit. En tant que manager, il a été affecté à la Crédit Département de la succursale High Street de la banque en tant que son gestionnaire. En mars 1953, il démissionne de la banque et rejoint la Bank of the Gold Coast (aujourd'hui Ghana Commercial Bank(Banque GCB (en)) ). Il a été directeur des changes et du crédit à la banque jusqu'en 1957, date à laquelle il a été nommé directeur adjoint de la banque. En 1958, il obtient une bourse de voyage et est affecté à diverses institutions bancaires à différentes périodes. Ces institutions bancaires étaient : la Banque des travailleurs ( Bank Hapoalim ) à Tel Aviv, la Banque centrale d'Israël à Jérusalem, Glyn Mills and Company(Glyn, Mills & Co. (en)) à Londres, la Royal Bank of Scotland à Édimbourg, de la Société d'hypothèques agricoles (en) alors à Londres et la Scottish Investment Institution. De 1958 à 1960, il a été attaché à la Messrs J. Henry Schroder Banking Corporation à New York et à la Bank Leumi Le-Israel à Tel Aviv, en Israël. En juillet 1960, il est nommé député Gouverneur de la Banque du Ghana, il a occupé ce poste jusqu'au 30 avril 1964, date à laquelle il a démissionné pour se lancer en politique,.

## Politique
Amoako-Atta est devenu député en 1964 en remplacement de Michael Reynolds Darku-Sarkwa (décédé la même année) comme député de la circonscription d'Akim Abuakwa Ouest,. Il a été élu sans opposition lors de l'élection partielle parlementaire sur la liste du Convention People's Party . La même année, il est nommé Ministre des Finances et de la Planification économique (en) et en 1965, il devient député de la circonscription de Kade, Ghana (en) ,. Il a occupé ce poste tout en étant ministre des Finances jusqu'en février 1966, date à laquelle le gouvernement Nkrumah (en) a été renversé.
Sous le régime post-Nkrumah, il a occupé divers postes publics, notamment celui de consultant financier auprès de la brasserie Tata en 1974 et celui de consultant au sein du gouvernement du Conseil national de rédemption (en) (NRC) sur les questions touchant les pays socialistes de 1973 à 1976.

## Vie personnelle
Amoako-Atta marié à Cécilia Ampaw en 1946 et le mariage a été dissous en 1966. Ensemble, ils ont eu six enfants. En 1957, il épouse une seconde femme ; Émélia Lutterodt mais n'a eu aucun problème avec elle jusqu'à la rupture du mariage en 1965. Il a épousé Marie-Madeleine Okine en 1962, avec qui il a eu trois filles et est resté avec lui jusqu'à sa mort en 1983.